# 足球 (1985年游戏)
《足球》是一款由岩崎技研工業公司制作的电子游戏（岩崎的電子遊戲開發業務於1986年12月Intelligent Systems公司成立後繼承）。游戏于1985年在日本FC游戏机首次发行。
游戏的内容为足球赛场，玩家需将足球踢入对方大门。时间方面，玩家可以选择半场时间为15分钟，30分钟和45分钟。球队方面，巴西、西班牙、法国、西德、英国、日本和美国7个队伍可供选择。

## 外部連結
- 红白机40周年纪念活动网站上的《足球 （页面存档备份，存于）》（日語）